# Алгебра Темперли — Либа
Алгебра Темперли — Либа — алгебра, при помощи которой строятся некоторые трансфер-матрицы. Открыта Невиллом Темперли и Эллиотом Либом. Алгебра применяется в статистической механике, в теории интегрируемых моделей, имеет отношение к теории узлов и группам кос, квантовым группам и подфакторам алгебр фон Неймана.

## Определение
Пусть {\displaystyle R} — коммутативное кольцо (чаще всего — поле вещественных чисел), в котором зафиксирован элемент {\displaystyle \delta \in R}. Алгеброй Темперли — Либа
{\displaystyle TL_{n}(\delta )} называется {\displaystyle R}-алгебра образованная генераторами {\displaystyle U_{1},U_{2},\ldots ,U_{n-1}}, подчиняющимися соотношениям Джонса:
- {\displaystyle U_{i}^{2}=\delta U_{i}} при {\displaystyle 1\leq i\leq n-1}
- {\displaystyle U_{i}U_{i+1}U_{i}=U_{i}} при {\displaystyle 1\leq i\leq n-2}
- {\displaystyle U_{i}U_{i-1}U_{i}=U_{i}} при {\displaystyle 2\leq i\leq n-1}
- {\displaystyle U_{i}U_{j}=U_{j}U_{i}} при {\displaystyle 1\leq i,j\leq n-1}, таких что {\displaystyle |i-j|\neq 1}

{\displaystyle TL_{n}(\delta )} можно представить как векторное пространство, с базисными векторами, каждый из которых представляет собой диаграмму в виде квадрата, на двух противоположных сторонах которого находятся по {\displaystyle n} точек. Точки образуют n пар, каждая пара соединена кривой, и никакие две кривые не пересекаются. Пять базисных векторов {\displaystyle TL_{3}(\delta )} выглядят следующим образом:
.
Умножение двух базисных элементов происходит соединением двух квадратов стык-в-стык, после каждый образовавшийся цикл даёт множитель {\displaystyle \delta }. Например,
 ×  =  = δ .
Единичным элементом является диаграмма с n горизонтальными прямыми, а генератор {\displaystyle U_{i}} — диаграмма, в которой i-ая вершина соединена с i+1-ой, 2n − i + 1-ая точка — с 2n − i-ой точкой, а все остальные точки соединены с противоположными себе. К примеру, генераторами {\displaystyle TL_{5}(\delta )} являются:
Слева направо: тождественный элемент (единица) и генераторы U1, U2, U3, U4.
Соотношения Джонса можно изобразить графически:
  = δ 
   = 
  =  